# Robert Mehlen

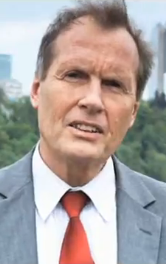
Robert Mehlen, 2009

Robert Mehlen (* 12. Mai 1949 in der Stadt Luxemburg) ist ein luxemburgischer Bauer, Politiker und Ehrenpräsident der ADR.

## Leben

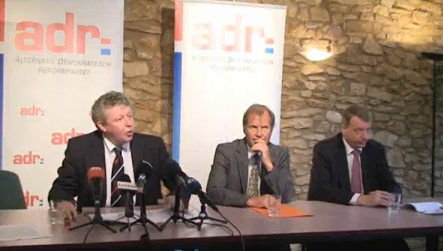
Robert Mehlen (Mitte) auf einer ADR-Pressekonferenz.

Robert Mehlen besuchte die Ackerbauschule in Ettelbrück und trat 1965 in den elterlichen Betrieb ein. Er war hauptberuflicher Landwirt bis zu seiner Wahl ins Parlament im Juni 1989. Er wohnt in Manternach, ist Vater eines Sohnes und einer Tochter. Er war von 1981 bis 1989 Mitglied des Aufsichtsrats und anschließend bis 2008 Vorstandsmitglied bzw. stellv. Vorstandsvorsitzender der Milch-Union Hocheifel eG. Von 1979 bis 1998 war er Präsident des „Freien Luxemburger Bauernverbandes“ (FLB) und von 1986 bis 1998 ehrenamtlicher Chefredakteur der Monatsschrift „Fräie Bauer“.
Vom 18. Juli 1989 bis zum 7. Juni 2009 war Mehlen ADR-Abgeordneter der Chambre des Députés für den Wahlbezirk Osten. Vom 8. Dezember 1991 bis zum 25. März 2012 war er Parteipräsident der ADR und wurde anschließend zum Ehrenpräsidenten gekürt. Er gehört in der Gemeinde Manternach dem Gemeinderat an und ist Vorsitzender der kommunalen Nachhaltigkeitskommission.